# ビリオネア (芸能プロダクション)
株式会社ビリオネア（英文社名；BILLIONAIRE INC.）は、東京都新宿区に本社を置く日本の芸能プロダクション、イタリア料理及びイタリア専門コンサルティング会社。

## 概要
外国人タレント及び文化人のマネージメント・文化事業・企画制作・オンラインメディアを中心としたビジネス戦略事業、国内外イタリア料理店プロデュース・企業向け商品開発サポート・経営改善コンサルティング・接客指導などを主な業務としている。

## 主な所属タレント
- ベリッシモ・フランチェスコ